# Пискунов, Дмитрий Григорьевич
Дмитрий Григорьевич Пискунов (7 ноября 1903 года, Самара — 7 января 1947 года, Москва) — советский военный деятель, генерал-майор (19 апреля 1945 года).

## Начальная биография
Дмитрий Григорьевич Пискунов родился 7 ноября 1903 года в Самаре.

## Военная служба

### Гражданская война
В мае 1918 года добровольно вступил в самарский отряд матроса Полуганова, после чего в составе бронепоезда принимал участие в боевых действиях и дошёл до Симбирска. В сентябре в районе ст. Часовня бронепоезд был разбит, а Д. Г. Пискунов вернулся на родину.
12 июня 1920 года призван в ряды РККА и направлен красноармейцем в 27-й отдельный батальон в составе 8-й отдельной бригады ВОХР, после чего участвовал в боевых действиях против бандформирований под командованием А. В. Сапожкова, Аистова и Ухачева на территории Самарской губернии. В сентябре 1920 года Д. Г. Пискунов прикомандирован к особому отделу Заволжского военного округа.

### Межвоенное время
В марте 1923 года назначен политруком в составе Самарской караульной команды, а в октябре того же года — командиром взвода в составе 100-го стрелкового полк (34-я стрелковая дивизия). В октябре 1925 года направлен на учёбу на повторные курсы комсостава в Ульяновске, после окончания которых в сентябре 1926 года вернулся в 34-ю стрелковую дивизию и служил командиром взвода и роты в составе 101-го стрелкового полка. В октябре 1930 года Д. Г. Пискунов направлен на учёбу на стрелково-тактических курсы усовершенствования в Севастополе, после окончания которых в феврале 1931 года продолжил служить в 101-м стрелковом полку на должностях командира роты и начальника штаба батальона. В марте 1933 года 101-й стрелковый полк передислоцирован на Дальний Восток и включён в состав ОКДВА, а Д. Г. Пискунов назначен командиром батальона, а в мае 1934 года — командиром батальона особого назначения ОКДВА.
С апреля 1936 года служил командиром отдельного разведывательного батальона в составе 34-й стрелковой дивизии. 23 сентября 1938 года Дмитрий Григорьевич Пискунов уволен из кадров РККА по ст. 44, п. «в», однако 4 марта 1939 года восстановлен в кадрах и назначен на должность командира 7-го отдельного разведывательного батальона в составе той же 34-й стрелковой дивизии, а в ноябре 1940 года — на должность командира 196-го стрелкового полка (35-я стрелковая дивизия, Дальневосточный фронт).

### Великая Отечественная война
С началом войны находился на прежней должности.
24 января 1942 года назначен на должность командира 66-й стрелковой дивизии (35-я армия, Дальневосточный фронт), а в октябре того же года — на должность заместителя командира 5-го стрелкового корпуса (1-я Краснознамённая армия, Дальневосточный фронт).
12 июня 1943 года полковник Д. Г. Пискунов направлен на учёбу на ускоренный курс при Высшей военной академии имени К. Е. Ворошилова, после окончания которого 21 декабря того же года направлен в распоряжение Военного совета 2-го Украинского фронта и в конце января 1944 года назначен на должность заместителя командира 69-й гвардейской стрелковой дивизии, которая участвовала в ходе Корсунь-Шевченковской и Уманско-Ботошанской наступательных операций и к 8 апреля вышла в район города Оргеев.
6 июня 1944 года переведён на должность заместителя командира 41-й гвардейской стрелковой дивизии, которая в августе—сентябре участвовала в ходе Ясско-Кишинёвской наступательной операции. В сентябре дивизия выведена в резерв Ставки Верховного Главнокомандования, к 23 октября передислоцирована в район ст. Радно (Румыния) и затем в Венгрию и с 25 ноября принимала участие в ходе Будапештской наступательной операции и дальнейших боевых действиях в районе города Секешфехервар.
10 марта 1945 года назначен на должность командира 108-й гвардейской стрелковой дивизии, которая принимала участие в ходе Балатонской оборонительной операции, после окончания которой овладела Кестхей и затем развивала наступление на юго-запад, к 10 апреля пересекла австро-венгерскую границу и к 9 мая вышла на реку Мур на участке Бадль-Земрпах.

### Послевоенная карьера
После окончания войны находился на прежней должности в Прикарпатском военном округе.
Генерал-майор Дмитрий Григорьевич Пискунов в мае 1946 года назначен заместителем командира 66-й гвардейской стрелковой дивизии, однако в должность не вступил в связи с госпитализацией в Главный военный госпиталь в Москве, где и умер 7 января 1947 года. Похоронен на Даниловском кладбище.

## Награды
- Орден Ленина;
- Орден Красного Знамени;
- Орден Кутузова 2 степени;
- Орден Красной Звезды;